# Leichtathletik-Europameisterschaften 2002/400 m Hürden der Frauen

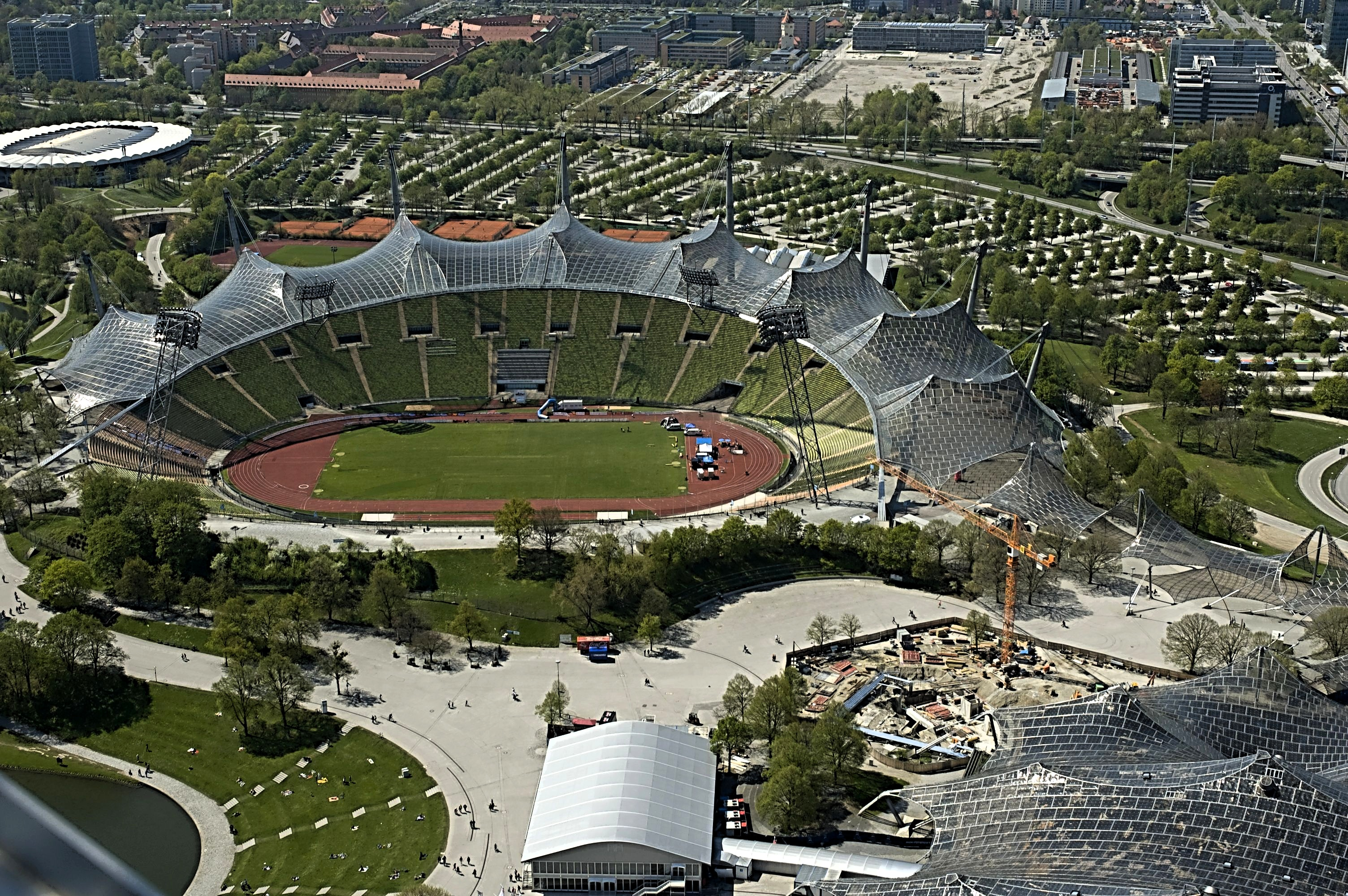
Das Olympiastadion in München von oben im Jahr 2009

Der 400-Meter-Hürdenlauf der Frauen bei den Leichtathletik-Europameisterschaften 2002 wurde am 7. und 8. August 2002 im Münchener Olympiastadion ausgetragen.
Europameisterin wurde die rumänische Titelverteidigerin Ionela Târlea. Sie gewann vor der Deutschen Heike Meißner. Bronze ging an die Polin Anna Olichwierczuk, spätere Anna Jesień.

## Bestehende Rekorde
| Weltrekord           | 52,61 s | Kim Batten       | Göteborg, Schweden           | 11. August 1995 |
| Europarekord         | 52,74 s | Sally Gunnell    | WM Stuttgart, Deutschland    | 19. August 1993 |
| Meisterschaftsrekord | 53,32 s | Marina Stepanowa | EM Stuttgart, BR Deutschland | 30. August 1986 |

Der bestehende EM-Rekord wurde bei diesen Europameisterschaften nicht erreicht. Die schnellste Zeit erzielte die rumänische Europameisterin Ionela Târlea im Finale mit 54,95 s, womit sie 1,63 s über dem Rekord blieb. Zum Europarekord fehlten ihr 2,21 s, zum Weltrekord 2,34 s.

## Vorrunde
7. August 2002
Die Vorrunde wurde in drei Läufen durchgeführt. Die ersten beiden Athletinnen pro Lauf – hellblau unterlegt – sowie die darüber hinaus zwei zeitschnellsten Läuferinnen – hellgrün unterlegt – qualifizierten sich für das Finale. Bei nur zwanzig Teilnehmerinnen entfielen die Semifinalrennen, auf die Vorrunde folgte am kommenden Tag direkt das Finale.

### Vorlauf 1
| Platz | Name                 | Nation         | Zeit (s) |
| ----- | -------------------- | -------------- | -------- |
| 1     | Ionela Târlea        | Rumänien       | 55,57    |
| 2     | Heike Meißner        | Deutschland    | 55,67    |
| 3     | Monika Niederstätter | Italien        | 56,05    |
| 4     | Tasha Danvers        | Großbritannien | 56,55    |
| 5     | Marjolein de Jong    | Niederlande    | 57,00    |
| 6     | Alena Rücklová       | Tschechien     | 57,91    |

### Vorlauf 2
| Platz | Name                | Nation         | Zeit (s) |
| ----- | ------------------- | -------------- | -------- |
| 1     | Anna Olichwierczuk  | Polen          | 55,93    |
| 2     | Sinead Dudgeon      | Großbritannien | 56,91    |
| 3     | Tetjana Debela      | Ukraine        | 56,93    |
| 4     | Ann Mercken         | Belgien        | 57,02    |
| 5     | Nadja Petersen      | Schweden       | 57,09    |
| 6     | Maria Carmo Tavares | Portugal       | 57,90    |
| 7     | Lara Rocco          | Italien        | 58,05    |

### Vorlauf 3
| Platz | Name                  | Nation         | Zeit (s) |
| ----- | --------------------- | -------------- | -------- |
| 1     | Jekaterina Bachwalowa | Russland       | 56,15    |
| 2     | Małgorzata Pskit      | Polen          | 56,31    |
| 3     | Sylvanie Morandais    | Frankreich     | 57,04    |
| 4     | Benedetta Ceccarelli  | Italien        | 57,24    |
| 5     | Tracey Duncan         | Großbritannien | 57,54    |
| 6     | Miriam Hrdlicková     | Slowakei       | 57,88    |
| 7     | Erica Mårtensson      | Schweden       | 58,49    |

## Finale

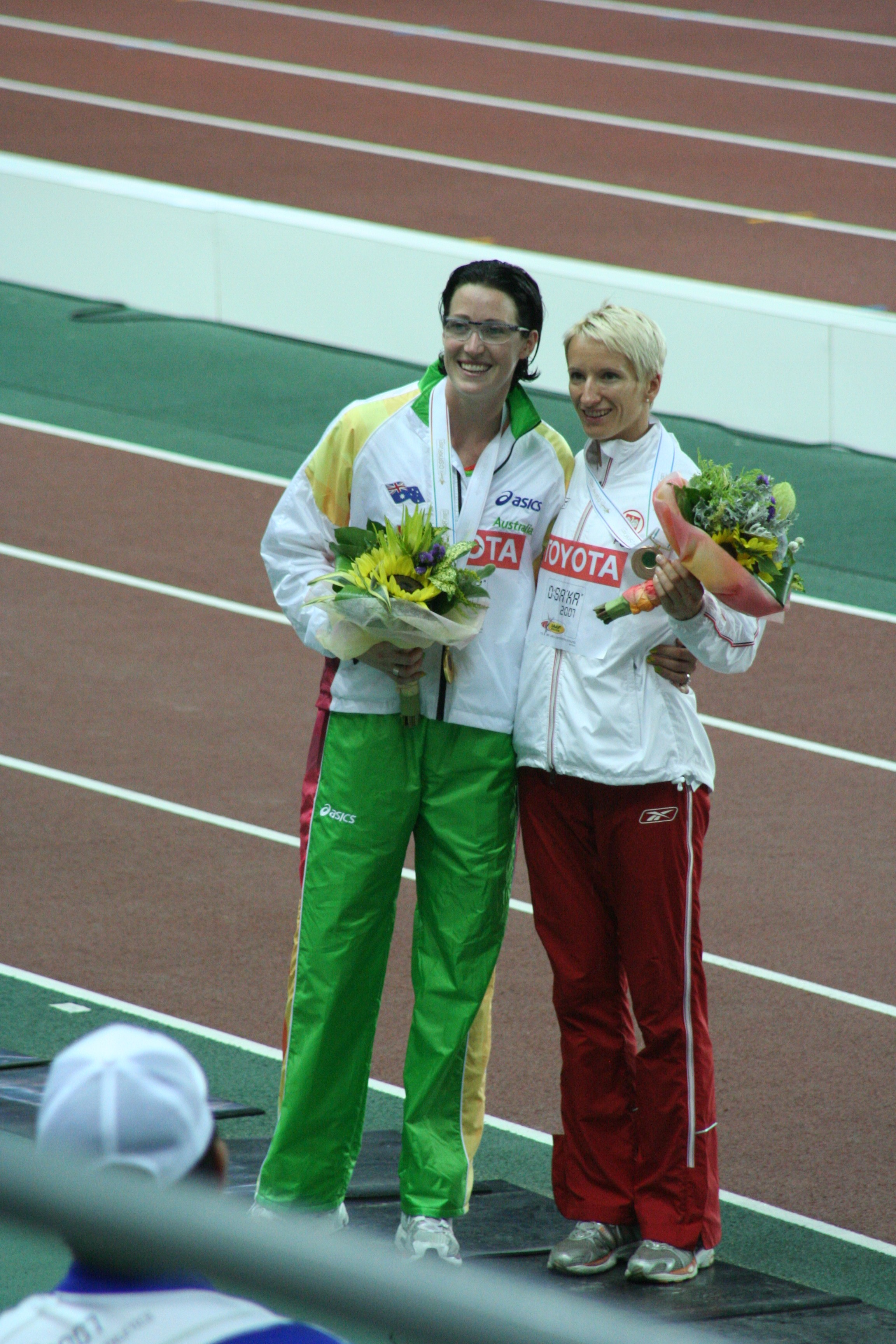
Bronzemedaillengewinnerin Anna Olichwierczuk, spätere Anna Jesień (rechts)
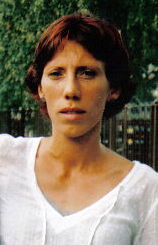
Małgorzata Pskit erreichte Platz sechs
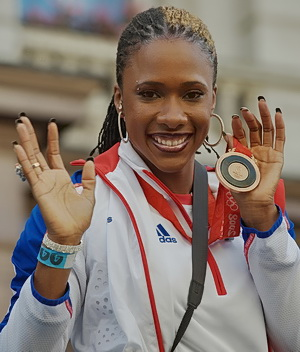
Tasha Danvers, 1998 noch im Halbfinale ausgeschieden, kam auf den siebten Platz

8. August 2002
| Platz | Name                  | Nation         | Zeit (s) |
| ----- | --------------------- | -------------- | -------- |
| 1     | Ionela Târlea         | Rumänien       | 54,95    |
| 2     | Heike Meißner         | Deutschland    | 55,89    |
| 3     | Anna Olichwierczuk    | Polen          | 56,18    |
| 4     | Monika Niederstätter  | Italien        | 56,34    |
| 5     | Jekaterina Bachwalowa | Russland       | 56,39    |
| 6     | Małgorzata Pskit      | Polen          | 56,78    |
| 7     | Tasha Danvers         | Großbritannien | 56,94    |
| 8     | Sinead Dudgeon        | Großbritannien | 59,39    |

## Videolink
- Munich 2002 European Championships, Women's 400m hurdles, Ionela, youtube.com, abgerufen am 23. Januar 2023